# 736

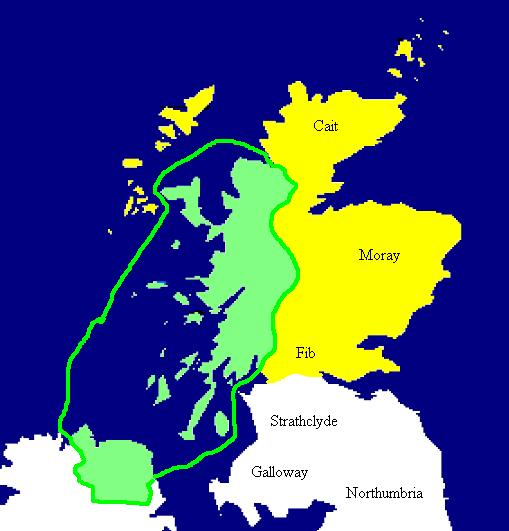
Kaart van Dalriada (huidige Schotland)

Het jaar 736 is het 36e jaar in de 8e eeuw volgens de christelijke jaartelling.

## Gebeurtenissen

### Brittannië
- Koning Aengus van de Picten verslaat het koninkrijk Dalriada (huidige Schotland) en verliest zijn onafhankelijkheid. Hij verovert de burcht Dunadd in een campagne tegen de Scotti.

### Europa
- De Arabieren onder leiding van Yusuf ibn Abd al-Rahman al-Fihri landen met een expeditieleger bij Narbonne en voeren een hernieuwde plundertocht in Septimanië (Zuid-Frankrijk).
- Slag bij Nîmes: De Franken onder aanvoering van Karel Martel proberen tevergeefs Narbonne te heroveren. De steden Nîmes, Agde, Béziers en Maguelonne worden verwoest.
- Hugbert, hertog van Beieren, overlijdt en wordt opgevolgd door Odilo. Tijdens zijn bewind komen de bisdommen in Salzburg, Regensburg en Passau onder Beiers toezicht.

### Arabische Rijk
- De Arabieren veroveren Bactrië (huidige Afghanistan) en verplaatsen het bestuurlijk centrum van Merv naar Balkh. De vestingstad Sebastopolis (Georgië) wordt verwoest.

## Geboren
- Roland, Frankisch edelman (waarschijnlijke datum)

## Overleden
- Hugbert, hertog van Beieren